# ヒメミヤマスミレ
ヒメミヤマスミレ（姫深山菫、学名：Viola boissieuana）はスミレ科スミレ属の多年草。
シノニムが示すように、フモトスミレ Viola sieboldii の亜種とする説がある。ミヤマスミレ節 Sect. Patellares に属する。

## 特徴
地下茎は短く、根は細く白い。無茎の種で、高さは3-8cmになる。葉は小型で平開し、葉柄は長さ1-5cmになる。葉身は長さ1-3cm、広三角状卵形から狭三角状卵形で、先端は鋭頭、基部は深い心形になり、縁に粗い波状の鋸歯がある。葉質は薄く柔らかく、表面は深緑色で、しばしば葉脈に沿って白斑が入ることがあり、裏面は緑色、ときに紫色をおびる。葉の両面ともにふつう無毛であるが、微毛が散生することがある。
花期は3-5月。葉の間から少数の細い花柄が伸び、葉より高くなり、白色で径約1cmの花をつける。花は葉の展開後に開く。花柄途中には狭小な2個の小苞葉がある。花弁は長さ7-8mm、花弁の背面はしばしば紫色をおびる。唇弁に紫色の条があり、他の花弁より明らかに短く、側弁の基部はふつう毛が生えるが、まれに無毛の場合がある。唇弁の距は太く短く、長さは2-3mmになり、嚢状になり、紫色をおびる。萼片は披針形で、付属体は半円形になり、縁は全縁になる。雄蕊は5個あり、花柱はカマキリの頭形になり、花柱上部の両翼は左右に強く張り出し、柱頭は前方に突き出る。染色体数は2n=24。

## 分布と生育環境
本州の関東地方以西、四国、九州に分布し、低地から山地のやや暗い湿った常緑広葉樹林の林内や林縁に生育する。

## 名前の由来
和名のヒメミヤマスミレは「姫深山菫」の意。「ひめみやますみれ」は牧野富太郎 (1888)による命名である。
種小名（種形容語）boissieuana は、日本のスミレ属について研究を行ったフランスの植物分類学者 ヘンリー・ド・ボアッシュー (1871-1912) への献名。Viola boissieuana は、牧野 (1902) による命名である。

## ギャラリー

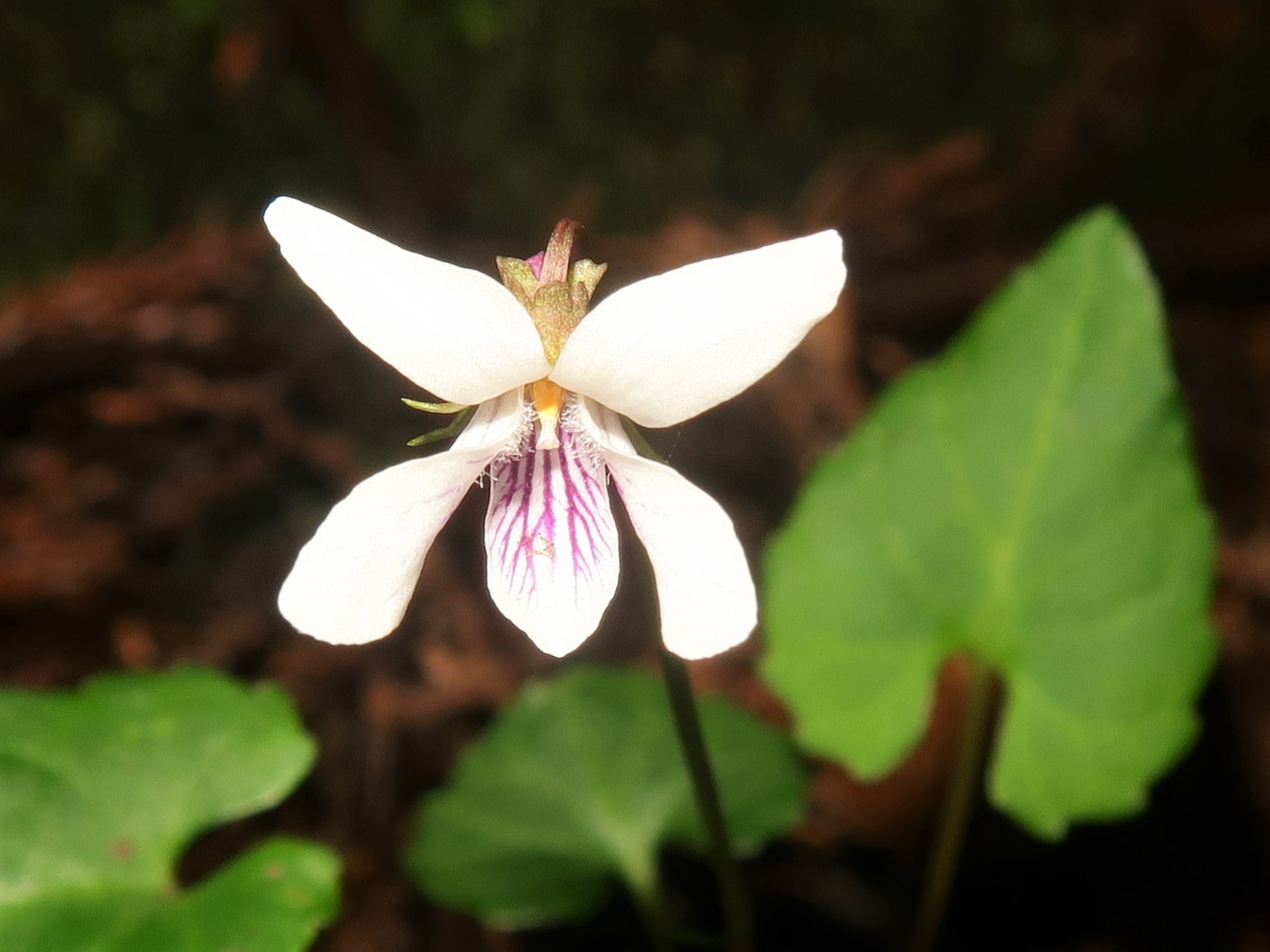
唇弁に紫色の条があり、他の花弁より明らかに短く、側弁の基部はふつう毛が生える。
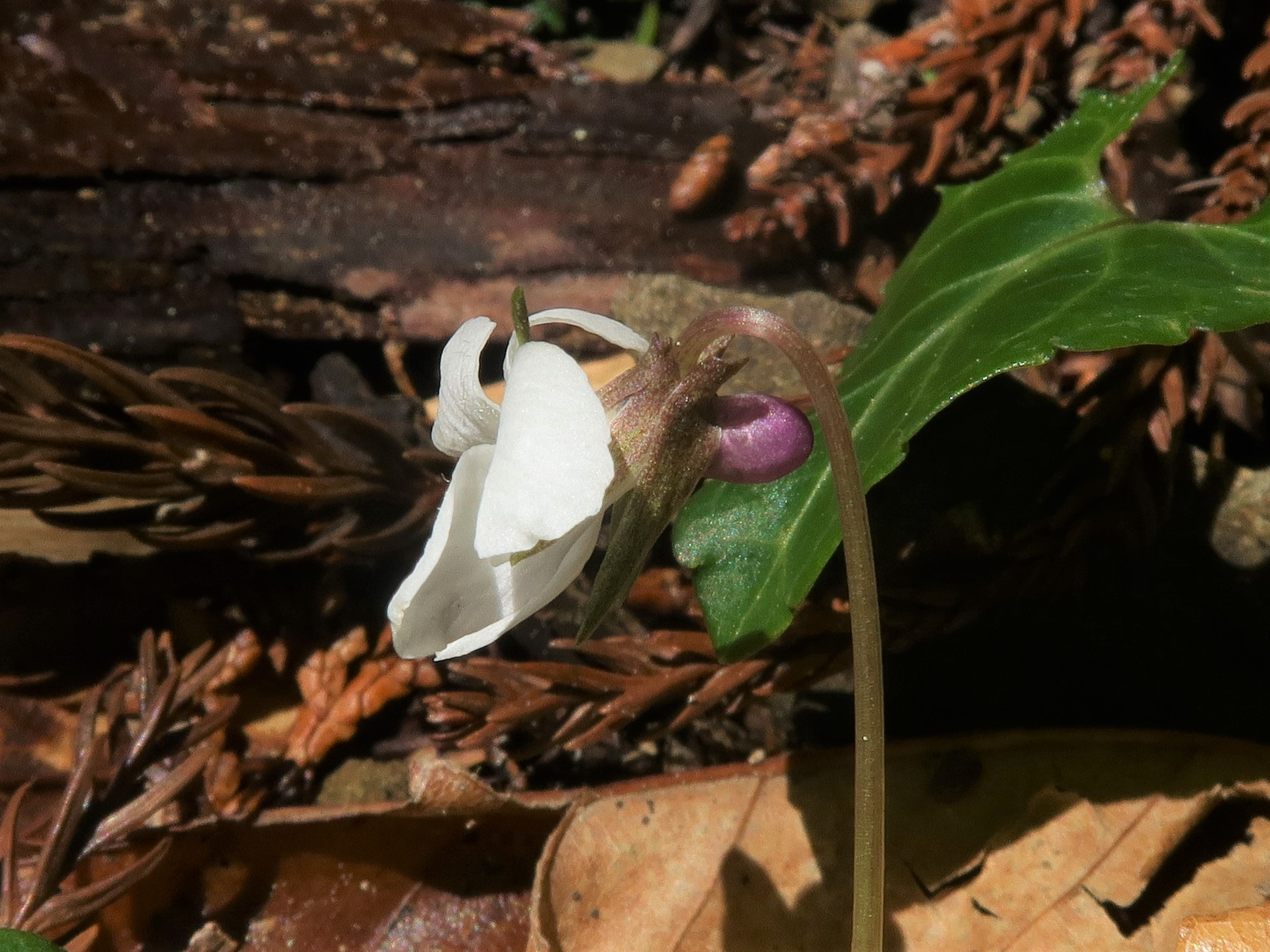
萼片は披針形で、付属体は半円形になり、縁は全縁になる。唇弁の距は太く短く、長さは2-3mmになり、嚢状になり、紫色をおびる。
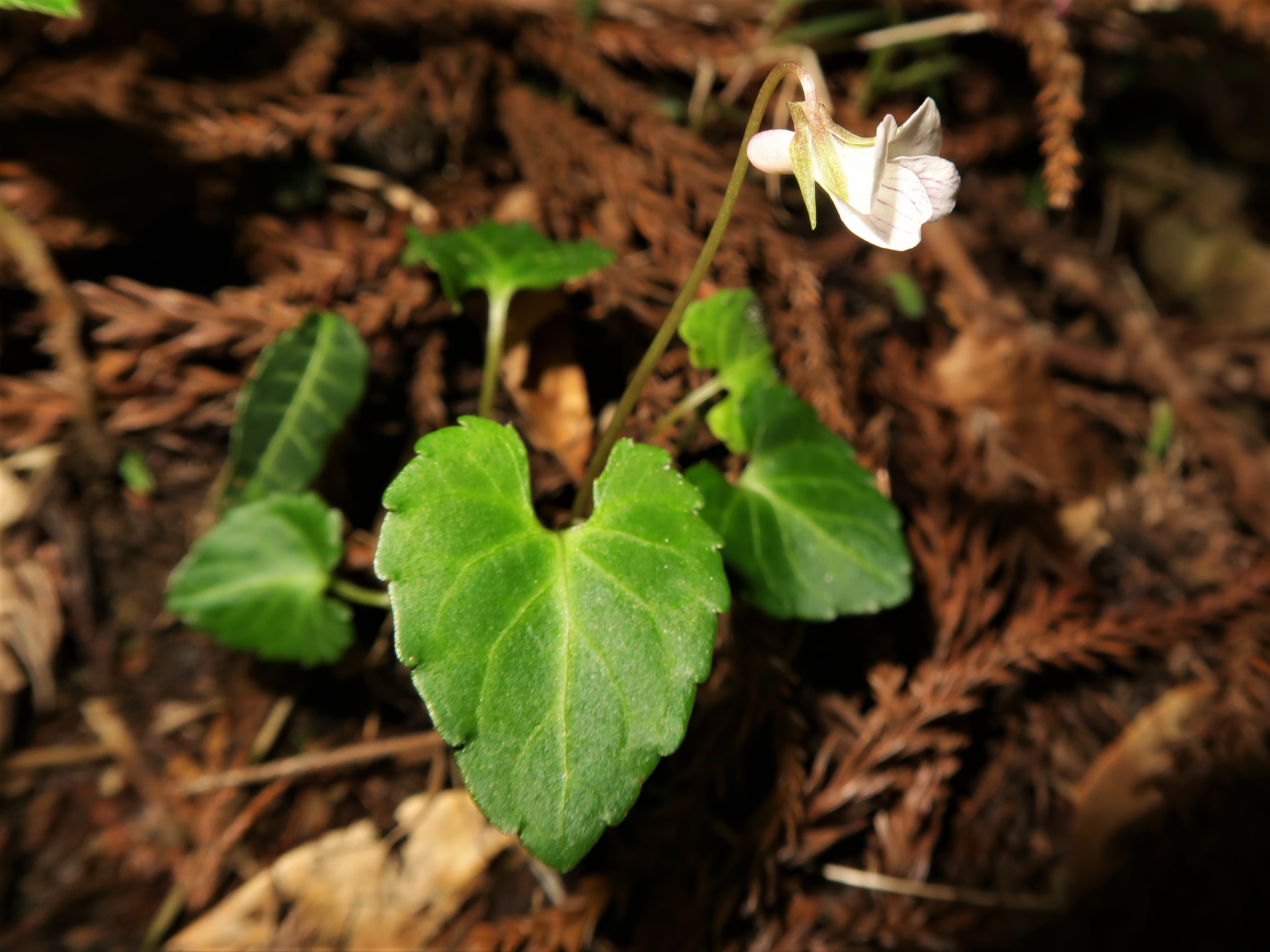
葉身は広三角状卵形から狭三角状卵形で、先端は鋭頭、基部は深い心形になり、縁に粗い波状の鋸歯がある。
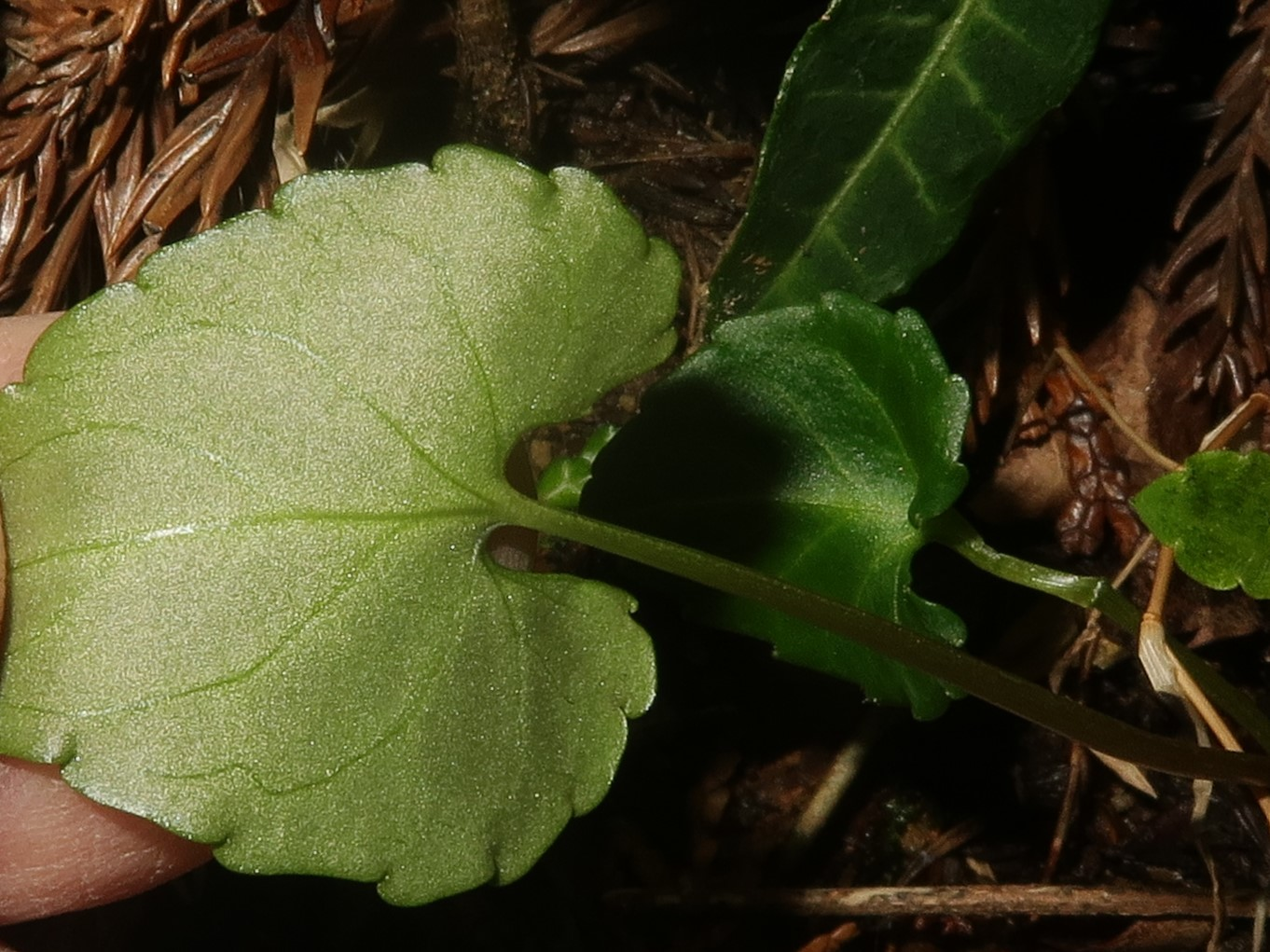
葉の裏面は緑色で、無毛。

## 下位分類
- ヤクシマミヤマスミレ Viola boissieuana Makino var. pseudoselkirkii (Nakai) Yahara (1987)[10] - 基本種の矮小型で、鹿児島県屋久島に分布し、宮之浦岳の中腹から上部の高山帯にかけて生育する。植物体の高さは4cm、葉は長さ1cm、距は短い[4]。

## 類似種
- フモトスミレ Viola sieboldii Maxim. (1877)[11] - 本種の基本種とされたことがある。葉は卵形から広卵形で、本種ほどの粗い鋸歯はない。本種は常緑広葉樹林下のやや暗く湿った場所に多いのに対し、フモトスミレは明るい草地や落葉広葉樹林下に多い[4]。
- トウカイスミレ Viola tokaiensis Sugim. ex N.Yamada et Igari (2023)[12] - 本種と混同されてきた種で、杉本順一 (1962) によって「種」とされたが、長い間裸名であった。山田直樹およびいがりまさし（2023）によって正式に記載された。本種と比べて、花は淡紅紫色で、花柱上部の両翼は左右に広がらず、唇弁は他の花弁と同じ大きさかやや大きく、側弁の基部はふつう毛がない。萼片の付属体に2歯があり、目立つ。本州の神奈川県、東海地方、紀伊半島、四国に分布する[3][4][12]。